# Tratado de Tlatelolco
O Tratado de Tlatelolco é o nome convencionalmente dado para o Tratado para a Proibição de Armas Nucleares na América Latina e o Caribe. Ele é incorporado no Organismo para a Proscrição das Armas Nucleares na América Latina e no Caribe (OPANAL).
No encontro, no bairro de Tlatelolco, na Cidade do México, em 14 de Fevereiro de 1967, as nações da América Latina e do Caribe rascunharam esse tratado para manter essa região do mundo livre de armas nucleares.
A Antártica já havia sido declarada uma Zona Livre de Armas Nucleares sob o Tratado Antártico de 1961, e essa foi a primeira vez que tal banimento foi posto em prática em uma área tão vasta e populosa.
O Tratado entrou em vigor em 22 de Abril de 1968, e foi assinado e ratificado por todas as 33 nações da América Latina e do Caribe. O Brasil assinou o tratado em 9 de maio de 1967, obteve a aprovação do congresso em 30 de novembro de 1967, por meio do Decreto Legislativo nº 50, e depositou seu instrumento de ratificação em 29 de janeiro de 1968. Cuba foi o último país a ratificá-lo, em 23 de outubro de 2002.
Sob o tratado, os estados concordam em proibir e prevenir  “teste, uso, manufatura, produção ou aquisição por qualquer modo de quaisquer armar nucleares” além de “receber, guardar, instalar, movimentar ou qualquer forma de posse de qualquer arma nuclear”.
Há dois protocolos adicionais ao tratado:
- Protocolo 1, que submete todos os países de fora da América Latina com territórios na região (os Estados Unidos, o Reino Unido, a França e a Holanda) aos termos do tratado.
- Protocolo 2. que requer que os estados que declaram ter armas nucleares a não minar, de qualquer maneira, o status “livre de armas nucleares” da região. Este protocolo foi assinado e ratificado pelos EUA, o Reino Unido, a França, a China e a Rússia.

O tratado também disponibiliza controle compreensivo e mecanismo de verificação, supervisionado pela Agência para a Proibição de Armas Nucleares na América Latine e Caribe (OPANAL), baseada na Cidade do México. Alfonso García Robles recebeu o Prêmio Nobel da Paz em 1982 por seus esforços na promoção do tratado.